# Íslendingabók
Íslendingabók (ˈistlɛntiŋkaˌpouk, pronunciació en nòrdic antic: [ˈiːslɛndɪŋgaˌboːk], Llibre dels Islandesos; llatí Libellus Islandorum) és una obra històrica que tracta de l'antiga història d'Islàndia. L'autor va ser un sacerdot islandès, Ari Þorgilsson, que la va elaborar a principis del segle xii. El treball original existeix en dues versions diferents, però només ha sobreviscut la més recent. L'antic conté informació sobre els grans reis, i va ser usat pels escriptors posteriors de sagues reials.
El sacerdot Jón Erlendsson de Villingaholt (mort el 1672) a servei del bisbe Brynjólfur Sveinsson va fer dues còpies de l'Íslendingabók (ara AM 113 i fol i AM 113 b fol a l'Institut d'Estudis Islandesos Árni Magnússon), l'última perquè al bisbe no li feia el pes la primera versió. Es creu que la còpia original datava del 1200. Es va perdre cap a finals del segle xvii, i quan Árni Magnússon el va buscar, havia desaparegut sense rastre.

## Estil i fonts
L'Íslendingabók és un treball concís que es relaciona amb els principals esdeveniments de la història islandesa en una prosa tensa. Mentre l'autor es veu obligat a confiar gairebé exclusivament en la història oral, pren els passos per establir la fiabilitat de les seves fonts i esmenta diverses d'elles pel nom. Evita material sobrenatural i prejudicis cristians. El pròleg del llibre explícitament afirma que el que sigui incorrecte en el relat s'ha de corregir a "el que es pot demostrar que és més veritable". A causa d'aquestes qualitats del treball i l'antic de la seva redacció, els historiadors ho consideren la font més fidedigna de la història d'Islandia.

## Contingut
A part del pròleg i de la genealogia al final, l'Íslendingabók és dividit en deu capítols curts (només es llisten set)

### 1. Assentament d'Islàndia
Islàndia fou colonitzada durant el regnat de Harald I de Noruega per immigrants de Noruega. El primer colonitzador, Ingólfur Arnarson, va arribar a Reykjavík. Quan els primers colons arribaren a Islàndia afirmaren que era boscosa "des de la costa a les muntanyes".

### 2. Portant les lleis de Noruega
Quan Islàndia ja era força colonitzada un home anomenat Úlfljótr es converteix en el primer home en portar les lleis de Noruega. Un altre home, Grímr Pota de Cabra (o possiblement Barba de Cabra), va investigar tota Islàndia abans que es va establir l'Alþingi. El text d'Ari's és poc clar aquí. Presumiblement Grímr va explorar el país per trobar un bon lloc de trobada.

### 3. Establiment de l'Alþingi
L'Alþingi fou establert a Þingvellir, que esdevé propietat pública, fou confiscat a un home que havia mort un esclau. Uns 60 anys després es va completar l'assentament a Islàndia. Ulfljótr esdevé el primer lagman.

### 4. Fixant el calendari
Els homes més savis d'Islàndia observen que el calendari s'està allunyant lentament de la sincronització amb les estacions. El problema rau en el fet que el calendari en ús va tenia 52 setmanes a l'any, només 364 dies. A mesura que la gent arribava a la conclusió que s'havia perdut un dia seguia sent reticent a marcar la diferència. A un home anomenat Þorsteinn Surtr se li ocorre una solució enginyosa, afegir un cap de setmana sencer una vegada cada set anys. La proposta està promulgada per llei per l'assemblea entorn de 955.

### 5. Partició d'Islàndia en quadrants judicials
El sistema d'assemblees judicials locals ad hoc es torna difícil i se sent una necessitat d'estandardització. Un home anomenat Þórðr gellir va descriure a l'Alþingi les seves recents dificultats en la persecució de certs casos en una assemblea local. Ell suggereix que el país s'ha de dividir en quadrants judicials, cadascun dels quals ha de contenir tres assemblees. Cada quadrant, llavors, hauria de contenir una assemblea especial per als recursos. La moció s'aprova amb l'esmena que el quadrant del nord hauria de tenir quatre assemblees, ja que els nordistes no estarien d'acord amb les altres tres.

### 6. Descobriment i assentament de Groenlàndia
Groenlàndia és descoberta i colonitzada per Islàndia al voltant del 985. Eric el Roig li dona al país un nom agradable per animar la gent a moure-s'hi. Els colons nòrdics troben restes de l'habitatge humà anterior i dedueixen el fet que les persones que hi vivien estaven relacionades amb el skrælingjar de Vinland.

### 7. Conversió d'Islàndia al Cristianisme
El rei Olaf I de Noruega va enviar el sacerdot missioner Þangbrandr a Islàndia per convertir els seus habitants al cristianisme. Té èxit en batejar els caps, però també es troba amb l'oposició i acaba matant dos o tres homes que havien compost poemes libel contra ell. Torna a Noruega després d'un o dos anys amb una lletania de queixes i li diu al rei que té poca esperança que es pugui convertir el país. El rei s'enfureix en sentir les notícies i amenaça amb matar o ferir els islandesos a Noruega. Dos dels caps islandesos anteriorment convertits per Þangbrandr es reuneixen amb el rei i es comprometen a ajudar-lo a convertir el país.
A l'estiu de 999 o 1000 el tema de la religió arriba a un punt de crisi a l'Alþingi. La facció cristiana i la facció pagana no volen compartir les mateixes lleis i els cristians escullen un nou legislador per a ells mateixos, Hallr á Síðu. Arriben a un acord amb Þorgeirr Ljósvetningagoði, el legislador pagà, que amb Þorgeirr arribarà a un compromís acceptable per a tothom.
Þorgeirr va al seu campament i es queda sota una pell durant la resta del dia i la nit següent. L'endemà dona un discurs a Lögberg. Diu que l'única manera de mantenir la pau al país és que tothom mantingui les mateixes lleis i la mateixa religió.
| Þat mon verða satt, es vér slítum í sundr lǫgin, at vér monum slíta ok friðinn. | "S'adverarà que, si estripem la llei per la meitat, també acabarem estripant la pau." |  |

Abans de recitar els compromisos que havia tingut amb Þorgeirr aconsegueix que el seu públic es comprometi a una solució per a un conjunt de lleis per a tot el país. Þorgeirr decreta aleshores que tothom que no s'hagi estat batejat havia de convertir-se al cristianisme. Es fan tres concessions als pagans.
1. Les lleis antigues que permetin l'exposició d'infants nounats continuaran vigents.
2. Les velles lleis sobre el menjar de la carn de cavall romandran en vigor.
3. La gent podrà fer sacrificis pagans en privat.

Alguns anys més tard, aquestes concessions foren abolides.

### Genealogia
Judy Quinn va prendre nota de la genealogia al final del llibre era un langfedgatal.

## Encarnació moderna
Un lloc web anomenat islendingabok.is conté una genealogia completa dels 720.000 islandesos que comença amb la informació continguda a Íslendingabók. La genealogia va ser iniciada per un programador islandès, Fridrik Skúlason usant un programa DOS anomenat Espólín el 1988. En 1997 Kári Stefánsson i la seva empresa deCODE genetics crearen un web amb Skúlason que ha estat ampliat mitjançant l'anàlisi genètica per cobrir el 95% dels islandesos que va viure en els últims tres segles. Ha donat lloc a una app popular que els joves islandesos utilitzen per comprovar si estan emparentats.